# 문화적 유물론
문화적 유물론(文化的 唯物論, 영어: cultural materialism)은 문학 이론과 문화 연구에서 그 기원을 좌파 문학 비평가인 레이몬드 윌리엄스의 작품으로 추적하고 있다. 문화적 유물론은 프랑크푸르트 학파의 전통인 비판적 이론에 근거하여 분석을 수행한다.
문화적 유물론은 1980년대 초 이론적 운동으로 나타났다. 미국의 초기 근대 문학에 대한 접근법인 새로운 역사주의, 즉 미국인의 접근법과 함께, 그것은 많은 공통점을 공유한다. 이 용어는 윌리엄스에 의해 만들어졌는데 윌리엄스는 이 용어를 좌파 문화주의와 마르크스주의 분석의 이론적 융합을 묘사하는데 사용했다. 문화적 유물론자들은 특정한 역사적 기록을 다루고, 역사상 특정한 순간의 시대 정신을 분석하고 재창조하려 한다.
윌리엄스는 문화를 생산 수단의 일부로 생산 과정으로 간주했고, 문화적 유물론은 종종 자신이 '잔여적', '창발적' 그리고 '대립적' 문화 요소라고 부르는 것을 식별했다. 헤르베르트 마르쿠제, 안토니오 그람시 등의 전통적인 마르크스주의의 전통적인 특징에 따르면, 문화 유물주의는 전통적인 마르크스주의를 계급 중심으로 분석하는 것을 확장시킨다.
문화적 유물론자들은 윌리엄 셰익스피어와 오스틴과 같은 사회의 역사적으로 중요한 정기적인 본문을 패권주의로 삼는 과정을 분석하고 이를 가상의 문화에 대한 어떤 가치를 입증하거나 주입하기 위한 시도로 활용한다. 조나단 돌리모어와 정치적 세익스피어의 작가인 앨런 신필드는 이 운동의 발전에 상당한 영향력을 행사했고 그들의 책은 중요한 교과서로 간주되고 있다. 그들은 문화적 유물론의 네 가지 정의된 특징을 이론적인 장치로 식별했다.
- 역사적 맥락
- 근접한 원문적 분석
- 정치적 공약
- 이론적 방법

문화적 유물론자들은 이념을 전파하기 위해 교회, 국가, 기관과 같은 현대 권력 구조물에서 채택하고 있는 과정에 관심을 끌고자 한다. 이를 위해 그들은 본문의 역사적 맥락과 그것의 정치적 함의를 탐구한 다음, 엄밀한 원문 분석을 통해 지배적인 패권주의적 입장을 지적한다. 그들은 그 지위의 거부나 전복의 가능성을 확인한다. 영국 비평가 그레이엄 홀더 니스는 문화적 유물론을 "정치화된 역사학의 한 형태"로 정의한다.
성별, 성별, 인종과 계급의 문제에 참여하는 것의 중요성을 강조함으로써, 문화적 유물론은 문학적 연구, 특히 영국에서 중요한 영향을 끼쳤다. 문화적 유물론자들은 르네상스 연구 분야가 특히 이런 유형의 분석에 수용적이라는 것을 발견했다. 전통적 인문주의적인 독서는 흔히 억압받고 소외된 사람들에 대한 배려를 회피하는 반면, 문화적 유물론자들은 일상적으로 이러한 집단을 문학적 자료와 연계하여 생각하기 때문에 새로운 분야의 접근법을 연다.

## 참조
- Barry, P. 2003. Beginning Theory: an Introduction to Literary and Cultural Theory. Manchester: Manchester University Press.
- Brannigan, J. 1998. New Historicism and Cultural Materialism. Basingstoke, Hampshire and London: Macmillan.
- Dollimore, Jonathan and Alan Sinfield. 1985. Political Shakespeare: Essays in Cultural Materialism. 2nd Edition. Manchester: Manchester University Press, 1994.
- Milner, A and Browitt, J. 2002. Contemporary Cultural Theory. 3rd Edition. London and New York: Routledge.
- Milner, A. 2002. Re-Imagining Cultural Studies: The Promise of Cultural Materialism. London, Thousand Oaks and New Delhi: Sage.
- Milligan, Don, Raymond Williams: Hope and Defeat in the Struggle for Socialism, 2007.
- Parvini, N. 2012. Shakespeare and Contemporary Theory: New Historicism and Cultural Materialism. New York and London: Bloomsbury.
- Price, B. 1982. "Cultural Materialism". American Antiquity 47.4: 639-653.
- Rivkin, J and Ryan, M. 1998. Literary Theory: an Anthology. Massachusetts: Blackwell Publishers.
- Ryan, K. 1996. New Historicism and Cultural Materialism: a Reader. New York: St. Martin’s Press.